# 공주산성정류소
공주산성정류소는 충청남도 공주시 미나리1길 6-8(금성동 200-4번지)에 위치한 대한민국의 시외버스정류장이다.
과거에 공주시 산성동 160번지 일대에 시외버스터미널이 있었기 때문에 그 근처에 있다고 해서 구터미널, 산성동터미널로 통용된다. 시외버스터미널이 신관동의 현재 공주종합버스터미널로 이전하면서 이 일대에는 시내버스터미널만 있었으나 2010년에 이 곳을 경유하는 시외버스정류장을 설치하였다. 명칭과는 달리 실제 위치는 금성동에 있다. 근처에 공주시의 시내버스의 기점인 공주시내버스정류장(공주시내버스터미널)이 있다. 공주종합버스터미널과 같은 운임이 적용된다. 운영 및 관리는 삼흥고속에서 한다.

## 운행 노선

### 시외버스
- 세종시행은 동서울, 서울남부, 서대전, 수원, 인천, 청주 방면 차량을 이용하면 된다. 이 중 청주행 차량은 전회 세종시를 경유한다.
- 전 노선 '공주산성-공주' 구간 승차 불가능하다.

| 방면        | 행선지                                                                                               |
| ----------- | --- |
| 수도권 방면 | 가락시장, 동두천, 동서울, 서울남부, 수원, 오산, 인천, 잠실, 장지역                                   |
| 충청권 방면 | 강경, 공암, 논산, 대전복합(동대전), 봉암, 부여, 서대전, 세종시, 유성, 이인, 장기, 조치원, 청주, 탄천 |

## 주변 건물
- 도보 5분 거리(약 250m)에 공주시의 시내버스의 기점인 공주시내버스정류장(공주시내버스터미널)이 있다.

## 같이 보기
- 공주종합버스터미널